# Siegfried Stohr
Siegfried Stohr (10 d'octubre de 1952, Rímini, Itàlia) fou un pilot de curses automobilístiques italià que va arribar a disputar curses de Fórmula 1.

## Carrera esportiva
Siegfried Stohr va debutar a la primera cursa de la temporada 1981 (la 32a temporada de la història) del campionat del món de la Fórmula 1, disputant el 15 de març del 1981 el G.P. de l'oest dels Estats Units al circuit de Long Beach.
Va participar en un total de tretze curses puntuables pel campionat de la F1, disputades totes a la temporada 1981, aconseguint una setena posició com millor classificació en una cursa i no assolí cap punt pel campionat del món de pilots.

## Resultats a la fórmula 1
| Any  | Equip              | Xassís | Motor    | 1         | 2       | 3     | 4       | 5       | 6       | 7       | 8       | 9       | 10     | 11      | 12    | 13      | 14  | 15  | 16 | Posició | Punts |
| ---- | ------------------ | ------ | -------- | --------- | ------- | ----- | ------- | ------- | ------- | ------- | ------- | ------- | ------ | ------- | ----- | ------- | --- | --- | -- | ------- | ----- |
| 1981 | Arrows Racing Team | Arrows | Cosworth | O.USA NVQ | BRA Ret | ARG 9 | SMR NVQ | BEL Ret | MON Ret | ESP Ret | FRA NVQ | GBR Ret | ALE 12 | AUT Ret | HOL 7 | ITA NVQ | CAN | LVG |    | -       | 0     |

### Resum
| Curses: | Victòries: | Pòdiums: | Poles: | Voltes ràpides: | Punts: |
| ------- | ---------- | -------- | ------ | --------------- | ------ |
| 13 (9)  | 0          | 0        | 0      | 0               | 0      |